# 密穗桔梗属
楔瓣花属又名密穗桔梗属（学名：Sphenoclea），是茄目楔瓣花科下的唯一一个属，原属桔梗科，为一年生草本植物。该属仅有尖瓣花（Sphenoclea zeylanica）和S. pongatium共2种，广泛分布在东半球的热带地区，美洲也有引种，中国有1种，生长在南方。
楔瓣花属植物为一年生草本；单叶互生，肉质，无托叶；茎中空；根呈绳索状，可生长出气根；花小，肉穗花序，花瓣5；果实为蒴果，种子小而多。
1981年的克朗奎斯特分类法将其列在桔梗目中，1998年根据基因亲缘关系分类的APG 分类法认为应该分在茄目中，2003年经过修订的APG II 分类法维持原分类。